# FC Kastoria
Kastoria FC sau AGS Kastoria (greacă ΑΓΣ Καστοριάς - Αθλητικός και Γυμναστικός Σύλλογος Καστοριάς) este un club de fotbal din Kastoria, Macedonia, Grecia. 

## Palmares
- Cupa Greciei
  -  Câștigător (1): 1979-80

## Jucători notabili
- Nikos Sarganis
- Giorgos Paraschos
- Lakis Simeoforidis
- Anestis Afendoulidis
- Alexis Alexiadis
- Dimitris Argyros
- Antonis Minou
- Kyriakos Karataidis
- Minas Chantzidis
- Grigoris Papavasiliou
- Giannis Dintsikos
- Thomas Liolios
- Dimitris Nolis
- Mladen Milinkovic
- Petar Shopov

## Antrenori
- Ljupco Dimovski

## Istoric evoluții
| - 1963 – 74: Division 2 - 1974 – 83: Division 1 - 1983 – 92: Division 2 - 1992 – 95: Division 3 - 1995 – 96: Division 2 - 1996 – 97: Division 1 - 1997 – 98: Division 2 - 1998 – 99: Division 3 - 1999 – 02: Division 4 - 2002 – 04: Division 3 - 2004 – 09: Division 2 - 2009 – 10: Division 3 - 2010 – 12: Division 4 - 2012 – 13: A' category E.P.S. Kastorias |

Surse:

## Meciuri europene
| Sezon   | Competiția        | Runda       | Club advers       | Acasă | Deplasare | Scor general |  |
| ------- | ----------------- | ----------- | ----------------- | ----- | --------- | ------------ |  |
| 1980-81 | Cupa Cupelor UEFA | Prima rundă | FC Dinamo Tbilisi | 0–0   | 0–2       | 0–2          |  |